# Centrum Informacji Turystycznej w Łodzi

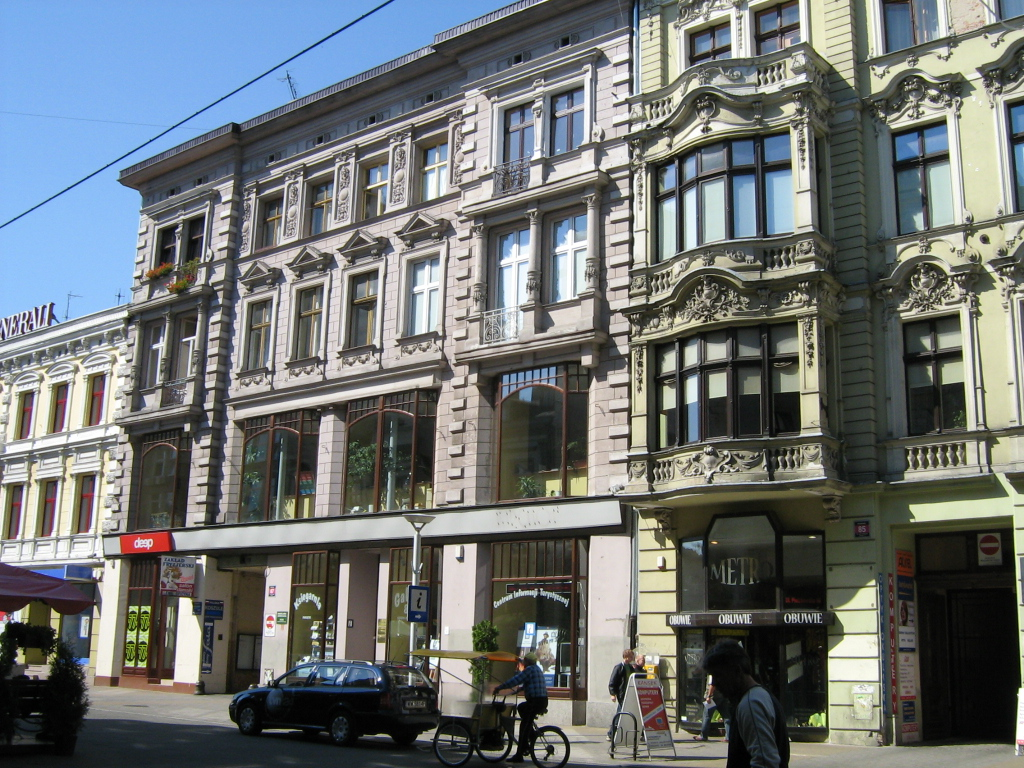
Kamienica Alojzego Balle

Centrum Informacji Turystycznej w Łodzi – funkcjonująca w latach 2000–2017 instytucja podległa i finansowana przez Urząd Miasta Łodzi, pomagająca w opracowaniu programów imprez turystycznych oraz udzielająca informacji o atrakcjach turystycznych, imprezach kulturalnych i turystycznych, placówkach muzealnych, ofercie łódzkich biur podróży, noclegach itp.

## Działalność
Centrum posiadało bogaty księgozbiór krajoznawczy i zbiory kartograficzne. Uczestniczyło w imprezach promujących miasto m.in. w targach turystycznych, konferencjach. Organizowało także kursy dla kadry turystycznej. Było trzykrotnym laureatem Konkursu Polskiej Organizacji Turystycznej na Najlepszy Punkt Informacji Turystycznej w Polsce (w 2005, 2009. oraz 2013 roku).
W Centrum Informacji Turystycznej w Łodzi odbywały się cotygodniowe dyżury dla mieszkańców miasta przedstawiciela Oddziału Łódzkiego Polskiej Izby Turystyki.

## Lokalizacja
Centrum znajdowało się przy ul. Piotrkowskiej 87 (od 1 lutego 2006 roku), na parterze kamienicy Alojzego Balle (wcześniej CIT mieściło się przy al. Kościuszki 88). Przed wejściem do kamienicy Alojzego Balle stoi Pomnik Misia Uszatka.

## Likwidacja
Decyzją Rady Miejskiej w Łodzi przyjęto w dniu 14 czerwca 2017 roku uchwałę o likwidacji Centrum Informacji Turystycznej. Centrum przestało funkcjonować w dniu 31 października 2017 roku, a jego zadania przejęła Łódzka Organizacja Turystyczna.